# 사방산호
사방산호(四放珊瑚, Rugosa), 혹은 사사산호(四射珊瑚)는 고생대에 살았던 산호의 일종이다. 오르도비스기에 처음 등장하여, 데본기와 석탄기에 전성기를 맞이, 그 후 페름기의 끝에 멸종하였다. 개체가 단독으로 생활하는 종류도 있고, 여러 개체가 모여 군체를 이루는 종류도 있다.
사방산호는 영어권에서 다양한 명칭으로 불리므로, 영어로 된 문헌을 찾을 때 주의가 필요하다. 가장 많이 쓰이는 것은 Rugosa로, 이것은 분류군의 명칭이고 일반명은 rugose coral, horn coral이라는 더 친숙한 표현을 쓴다. Tetracorallia라는 표현이 쓰이기도 하며, 이것이 국내명칭 사방산호 및 사사산호의 기원이다. Pterocorallia라는 이름은 거의 쓰이지 않는다. Tetracorallia 및 Pterocorallia는 Rugosa보다 나중에 지어진 이름이므로, 우선권의 원칙에 의거하여 정식적으로는 Rugosa를 쓰는 것이 맞다.

## 구조
사방산호는 아라고나이트로 된 껍데기를 갖춘 대부분의 육방산호와 달리, 방해석으로 된 껍데기를 갖추었다고 여겨진다. 화석으로 나오는 것은 이 껍데기로, 맨살의 본체(산호충)는 화석이 되기 전에 썩어 없어지기 때문에 남지 않는다.

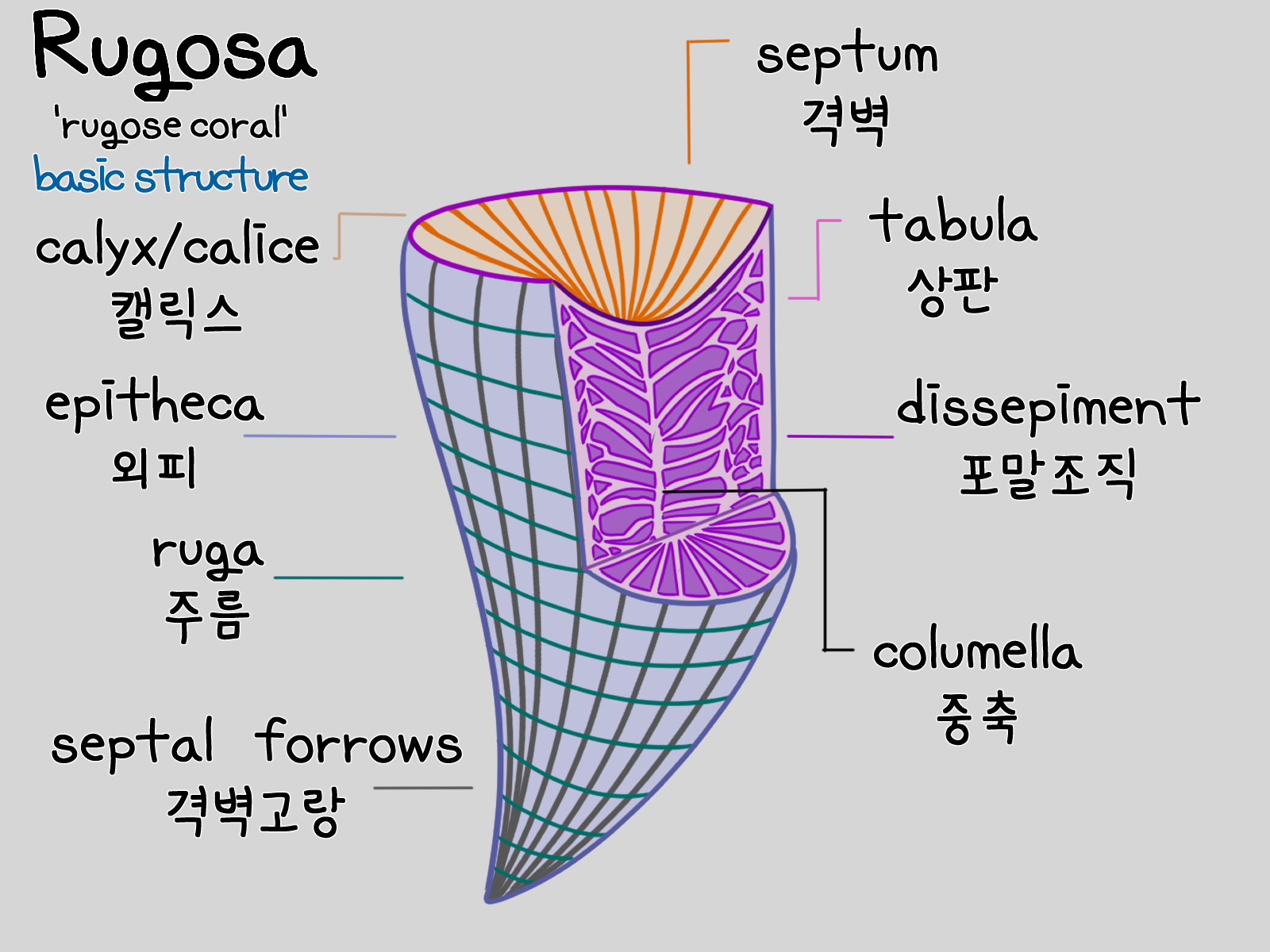
사방산호의 기본적 구조

사방산호의 겉표면을 둘러싸는 껍데기는 외피(epitheca, holotheca. 복수 각각 epithecae, holothecae)다. 외피에는 가로로 난 주름이 수없이 많은데, 이는 성장하면서 하나씩 생기는 성장선(growth line)이다. 사방산호의 영어명칭의 rugose는 '주름'을 뜻하는 라틴어 단어에서 따왔는데, 이는 사방산호의 외피에 주름이 가득한 것을 보고 이름을 붙인 것이다. 이 외에도 세로로 난 줄무늬가 있는데, 이는 후술할 격벽을 따라 난 격벽고랑(septal groove)이다.
사방산호는 좁고 뾰족한 부분이 아래쪽이고, 넓고 열린 부분이 위쪽인데, 위쪽에서 보이는 것은 사방산호의 가장 꼭대기 부분인 캘릭스(calyx) 혹은 캘리스(calice)이다. 본체인 산호충이 바로 이 캘릭스에 살았으리라고 생각된다. 여기서 방사형으로 놓인 판들은 격벽(septum, 복수 septa)이라 불린다. 격벽은 가장자리에서 중심으로 뻗어나가는 것으로, 중심에 닿을 정도로 긴 것도 있는 반면, 반도 못가고 끊기는 짧은 것도 있다. 격벽 중 긴 편에 속하는 것들을 주격벽(major septa), 짧은 것들을 보조격벽(minor septa)이라고 부른다. 격벽으로 둘러싸인 커다란 빈 공간은 포술라(fossula)라고 한다. 캘릭스에는 대체로 중심에 구덩이(calicular pit)가 나있고, 아주 일부 종류는 캘릭스에 뚜껑(operculum)이 달려있다.

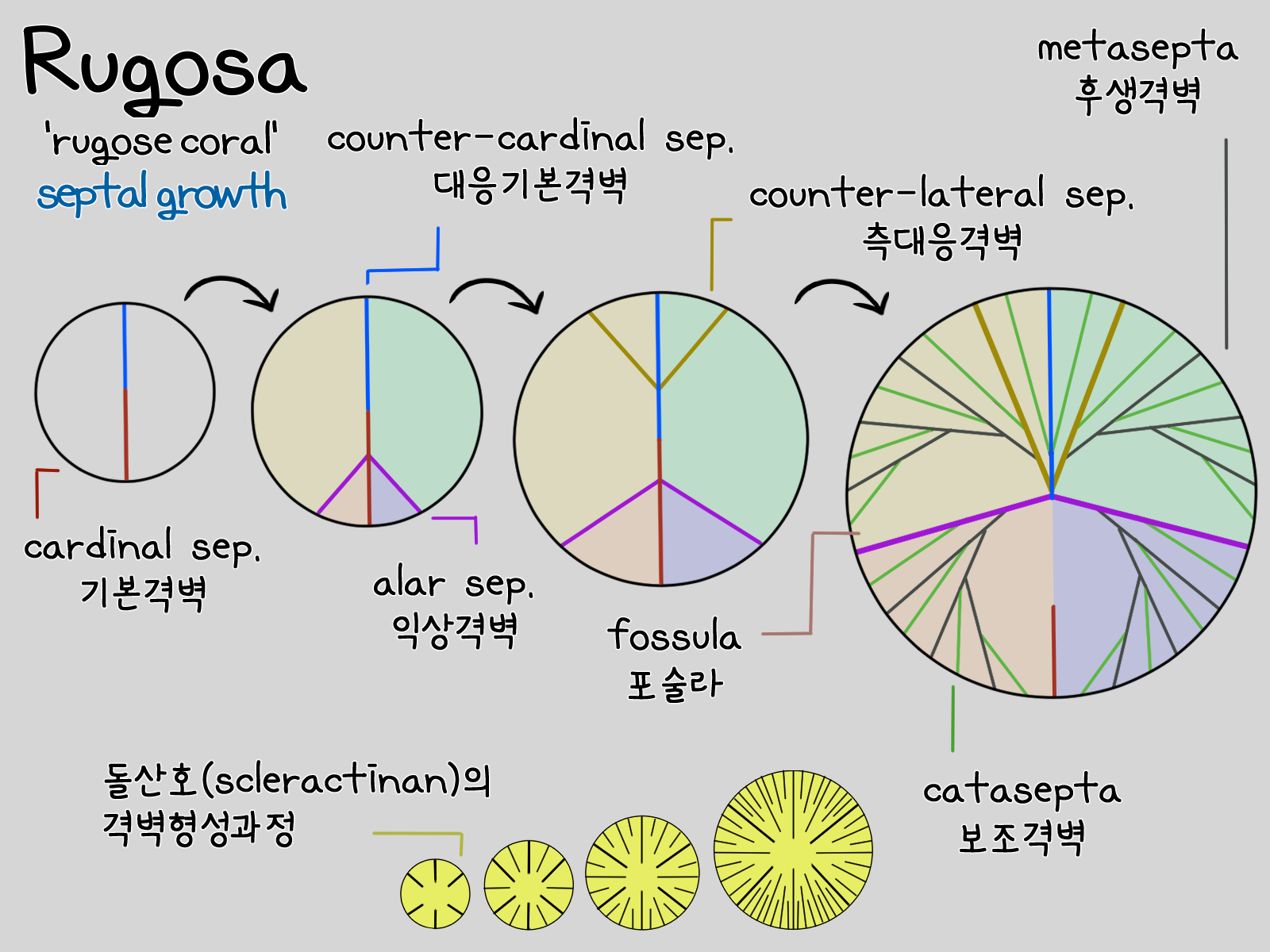
사방산호의 격벽 성장

캘릭스는 사방산호의 꼭대기이므로, 그 밑에도 신체 구조물이 있을 것이다. 이것은 사방산호를 세로로 가르면 알 수 있다. 반으로 가른 단면을 보면, 중심에 수평의 판들이 수없이 나 있는 것이 목격된다. 이는 상판(tabula, 복수 tabulae)이라고 부르며, 캘릭스의 밑바닥 역시 하나의 상판이다. 가장자리에는 거품과 같은 포말조직(dissepiment)이 있다. 상판과 포말조직이 있는 곳은, 한때 산호충이 머물던 캘릭스였다. 산호가 점점 자라면서, 기존의 캘릭스에 상판과 포말조직이 자라 덮인 것이다.
사방산호의 아래쪽 끝은 보통 살짝 휘어져 있다. 일부 종류는 끄트머리 주변부에 뿌리(radiciform process, rootlet)가 자라기도 하며, 옆구리에 갈퀴 모양의 구조물(talon)이 자라는 것도 있다.

## 성장
성체 사방산호에는 수많은 격벽이 달려있지만, 그것들이 전부 태어났을 때부터 있던 것은 아니다. 사방산호가 태어나고 처음으로 껍데기를 만들었을 때, 가장 먼저 자라는 격벽들을 초생격벽(protosepta)이라고 한다. 초생격벽이 생긴 이후에는, 그 주변으로 후생격벽(metasepta)가 자란다.

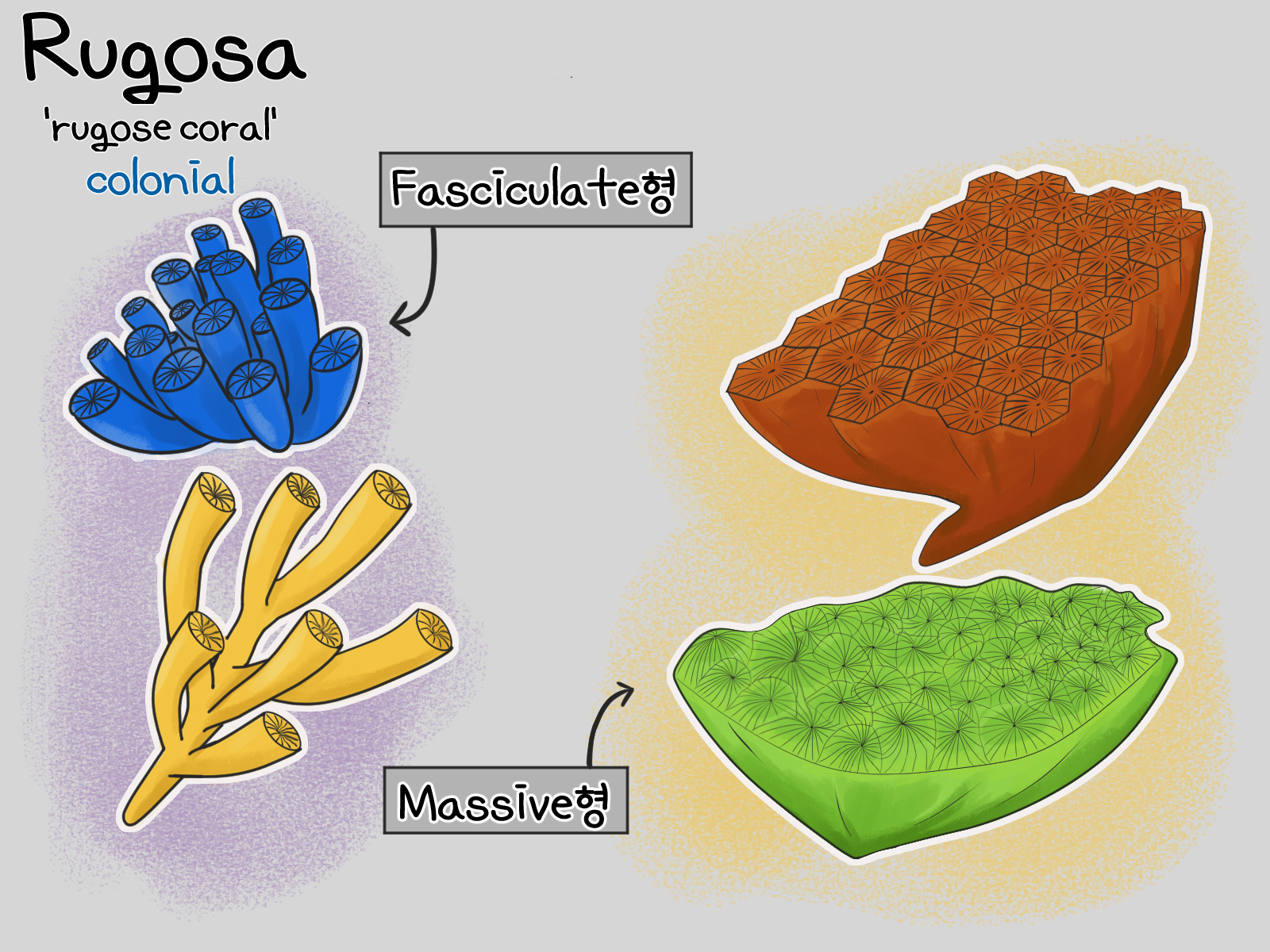
군체형 사방산호의 형태. 군체형 사방산호는 크게 Fasciculate형과 Massive형으로 나눌 수 있다.

사방산호 격벽은 여섯 개가 가장 먼저 자란다. 이 여섯 개 중, 기본격벽(cardinal septum)과 이를 마주보는 대응기본격벽(counter-cardinal septum)이 캘릭스를 반으로 가르며 첫 번째로 생겨난다. 이 둘은 축격벽(axial septa)으로 묶여 불리기도 하며, 사방산호를 반으로 가르는 대칭축으로 취급된다. 그 후 기본격벽의 양 옆에 익상격벽(alar septa)이 하나씩 자란다. 마지막으로 대응기본격벽의 양 옆에 한 쌍의 측대응격벽(counter-lateral septa)이 자라 여섯 개가 완성된다.
이 여섯 격벽 중 몇 개까지가 초생격벽인가에 대해서는 논란이 있다. 처음 만들어지는 축격벽만을 초생격벽으로 쳐야 하는 의견과, 익상격벽까지만이 초생격벽이라는 의견, 측대응격벽까지 다 합쳐서 여섯 개 전부가 초생격벽이라는 의견이 있다.
어디까지가 초생격벽이든지간에, 초생격벽이 난 후 그 사이에 형성되는 격벽은 후생격벽으로, 주격벽이 곧 초생격벽과 후생격벽을 말하는 것이다. 과거의 일부 학자들은 보조격벽 역시 후생격벽의 일부로 취급하였으나, 이는 소수 의견이다. 애초에 후생격벽의 정의 자체에 주격벽만을 포함하도록 적혀 있다. 보조격벽은 따로 완생격벽(catasepta)으로 취급된다.
후생격벽은 초생격벽들 사이의 네 개의 빈 공간에서 자란다. 이 빈 공간은 기본격벽과 양쪽 익상격벽 사이에 하나씩, 양쪽 측대응격벽과 익상격벽 사이에 하나씩 있다. 측대응격벽을 초생격벽으로 치지 않는 학자들은, 측대응격벽을 대응기본격벽과 익상격벽 사이에 가장 먼저 생기는 후생격벽의 일종으로 본다. 격벽이 네 개의 공간에서 하나씩 자라기 때문에 Tetracorallia, 사방산호라는 이름이 붙여진 것이다.

## 한국의 사방산호
대한민국의 사방산호로는 충북 단양군의 금천층에서 발견된 것과, 강원도 영월의 판교층에서 발견된 것이 있다. 둘 다 석탄기 연대이다. 금천층에서는 아라크나스트레아 만쿠리카(Arachnastrea manchurica) 및 디피필룸 델리카툼(Diphyphyllum delicatum)이 산출되었고, 이 둘은 판교층에서도 역시 산출되었다. 판교층에서는 그 둘 외에도 아라크나스트레아의 미기재종(A. sp.), 카니니아(Caninia sp.), 키오노필룸(Kionophyllum sp.), 리토스트로티오넬라(Lithostrotionella sp.), 론스달레이아(Lonsdaleia sp.), 로포필리디움(Lophophyllidium sp.)이 산출되었다.

## 참고 문헌
1. 1 2  “1.2 Rugose corals (Rugosa)” (미국 영어). 2022년 2월 27일에 확인함.
2. ↑  Scrutton, Colin T. (1997년 5월). “The Palaeozoic corals, I: origins and relationships”. 《Proceedings of the Yorkshire Geological Society》 (영어) 51 (3): 177–208. doi:10.1144/pygs.51.3.177. ISSN 0044-0604.
3. ↑  Oliver, William A. (1996년 10월). “Origins and relationships of Paleozoic coral groups and the origin of the Scleractinia”. 《The Paleontological Society Papers》 (영어) 1: 107–134. doi:10.1017/S1089332600000073. ISSN 1089-3326.
4. 1 2 3  Hill, Dorothy (1935년 11월). “British Terminology for Rugose Corals”. 《Geological Magazine》 (영어) 72 (11): 481–519. doi:10.1017/S0016756800094577. ISSN 0016-7568.
5. 1 2 3  Wang, Guang-Xu; Percival, Ian; Li, Rongyu (2015년 2월 25일). “Remarks on the pattern of septal insertion in rugose corals”. 《Alcheringa: An Australasian Journal of Palaeontology》 39: 1–6. doi:10.1080/03115518.2015.1008787.
6. ↑  Kim, Jeong-Yul; Lee, Hyo-Nyong; Cheong, Chang-Hi (1999). “Occurrence of Carboniferous corals from the Geumcheon Formation of Danyang area, Korea”. 《Paleontological Research》 3 (1): 49-56. doi:10.2517/prpsj.3.49.
7. ↑  정서영; 김정률 (2001). “강원도 영월 북부지역의 석탄기 판교층에서 산출되는 산호 화석”. 《한국지질과학회 학술대회논문집》: 72.